# Loser (Beck)
Loser is een single van Beck. Het is afkomstig van zijn album Mellow gold.

## Achtergrond
Het lied deed er een lange tijd over om opgenomen te worden. De mengeling van blues, folk, rock en rap spookte al jaren door het hoofd van de zanger voordat het eigenlijk binnen zesenhalf uur werd opgenomen. De term Loser slaat op de eigen mening van Beck over zijn rapkwaliteiten. Hoofdbestanddeel van het nummer is de gitaarriff die gedurende het gehele nummer te horen is. Het lied werd door Beck zelf geschreven met hulp van zijn muziekproducent Carl Stephenson. Samen met medeproducent Tom Rothrok zetten ze de drumpartij van Johnny Jenkins I walk on gilded splinters (origineel van Dr. John) eronder. Het duurde na die zestal uren nog een aantal maanden voordat het klaar was voor release.
Veel vertrouwen had men er uiteindelijk nog niet in. Er werden in eerste instantie 500 exemplaren geperst. Zij werden verspreid aan de westkust van de Verenigde Staten van Los Angeles tot Seattle. De radiostations begonnen het te draaien. Tegen de tijd dat het aan populariteit won, waren de geperste exemplaren uitverkocht. De baas van het kleine Bong Load Custom-label bracht de muziek onder de aandacht van Geffen Records, die het bijna een jaar later wereldwijd op de markt bracht.
In de tussentijd had Becks vriend Steve Hanft een videoclip opgenomen, net zo alternatief qua stijl als het nummer zelf. Hij begon met 300 Amerikaanse dollar. Toen eenmaal bekend werd dat Geffen interesse had, kon hij meer geld besteden. Het budget zou groeien tot 14.000 dollar.
Een aantal artiesten heeft het nummer gecoverd waaronder ook "Weird Al" Yankovic. Hij paste het in zijn medley The alternative polka. Ook Glee Cast zong het nummer in.

## Hitnotering
Loser stond vierendertig weken in de Amerikaanse Billboard Hot 100 en bleef op plaats 10 steken. In de UK Singles Chart haalde het in zeven weken de vijftiende plaats. In België bleef het zijn enige hit.

### Nederlandse Top 40
| Positie: | 31 | 24 | 21 | 25 | uit |

### NederlandseSingle Top 100
| Positie: | 44 | 35 | 24 | 21 | 29 | 32 | 39 | 39 | 37 | 40 | uit |

### BelgischeBRT Top 30
| Positie: | 17 | 17 | 17 | 20 | - | 21 | 28 | uit |

### VlaamseUltratop 30
| Positie: | 46 | 22 | 18 | 20 | 20 | 35 | 25 | 25 | 49 | uit |

### NPO Radio 2 Top 2000
| Nummer met noteringen in de NPO Radio 2 Top 2000 | '14  | '15 | '16  | '17  |
| ------------------------------------------------ | ---- | --- | ---- | ---- |
| Loser                                            | 1763 | -   | 1655 | 1687 |

1. ↑  Een '-' betekent dat het nummer niet was genoteerd en een vetgedrukt getal geeft de hoogste notering aan.
2. ↑  2014 was het eerste jaar met een notering voor dit nummer.
3. ↑  Deze tabel is bijgewerkt tot en met de laatste editie (2024).